# Clinacanthus
- Commons
- Wikispecies

Clinacanthus Nees, segundo o Sistema APG II, é um gênero botânico da família Acanthaceae, natural da China e Malásia.

## Espécies
O gênero apresenta cinco espécies:
- Clinacanthus angustus
- Clinacanthus burmanni
- Clinacanthus nutans
- Clinacanthus siamensis
- Clinacanthus spirei
- «Lista das espécies»

## Nome e referências
Clinacanthus Nees , 1847

## Classificação do gênero
| Sistema | Classificação                       | Referência            |
| ------- | ----------------------------------- | --------------------- |
| APG II  | Ordem Lamiales, família Acanthaceae | APweb, versão 9, 2008 |